# Skarpö
Skarpö är en ö utanför Vaxholm med broförbindelse till Rindö i Vaxholms kommun, Stocholms län. På Skarpö ligger Systembolagets lärcenter med konferens- och utbildningsverksamhet.
På ön finns tätorten Skarpö.  

## Bilder

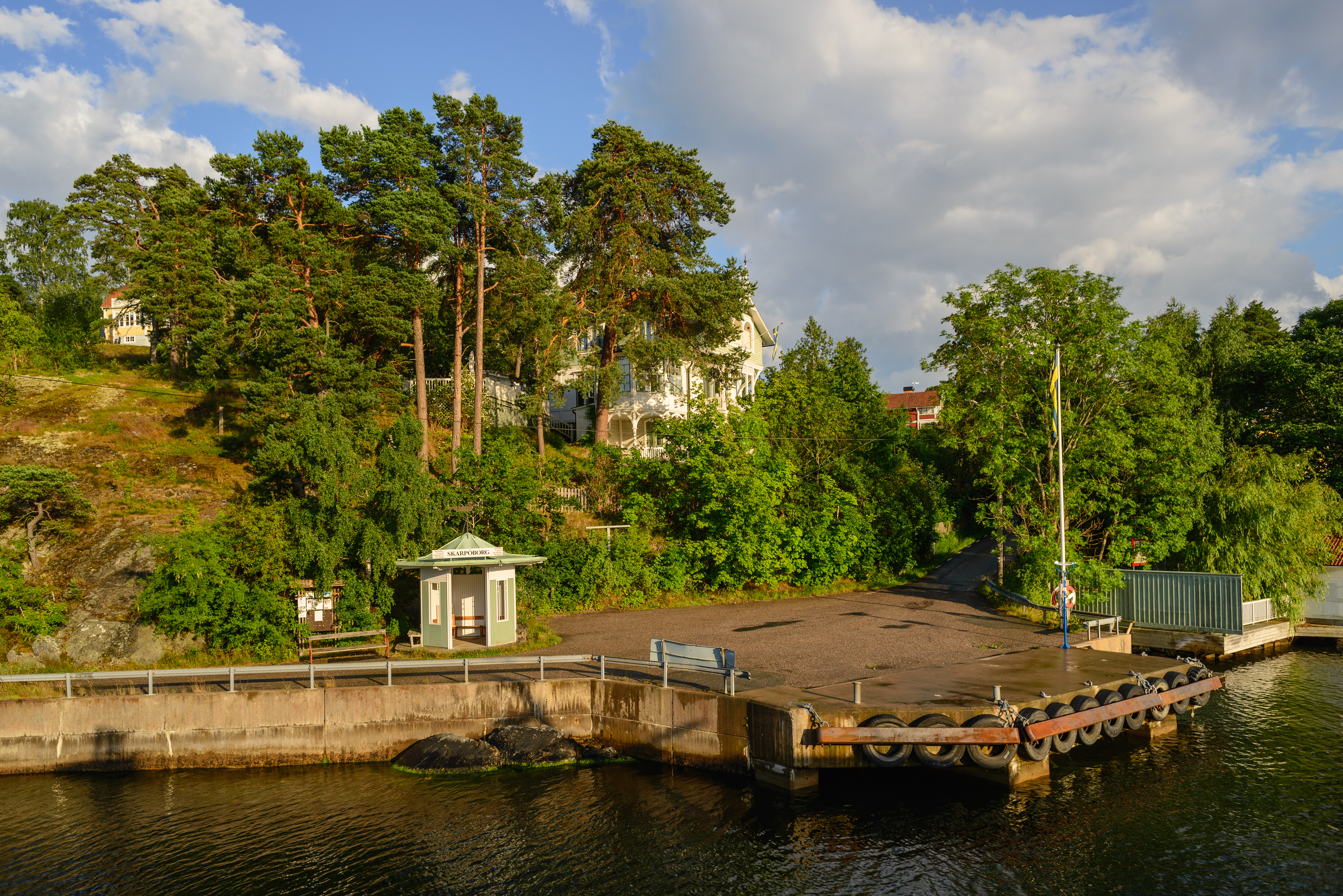
Skarpöborg brygga.
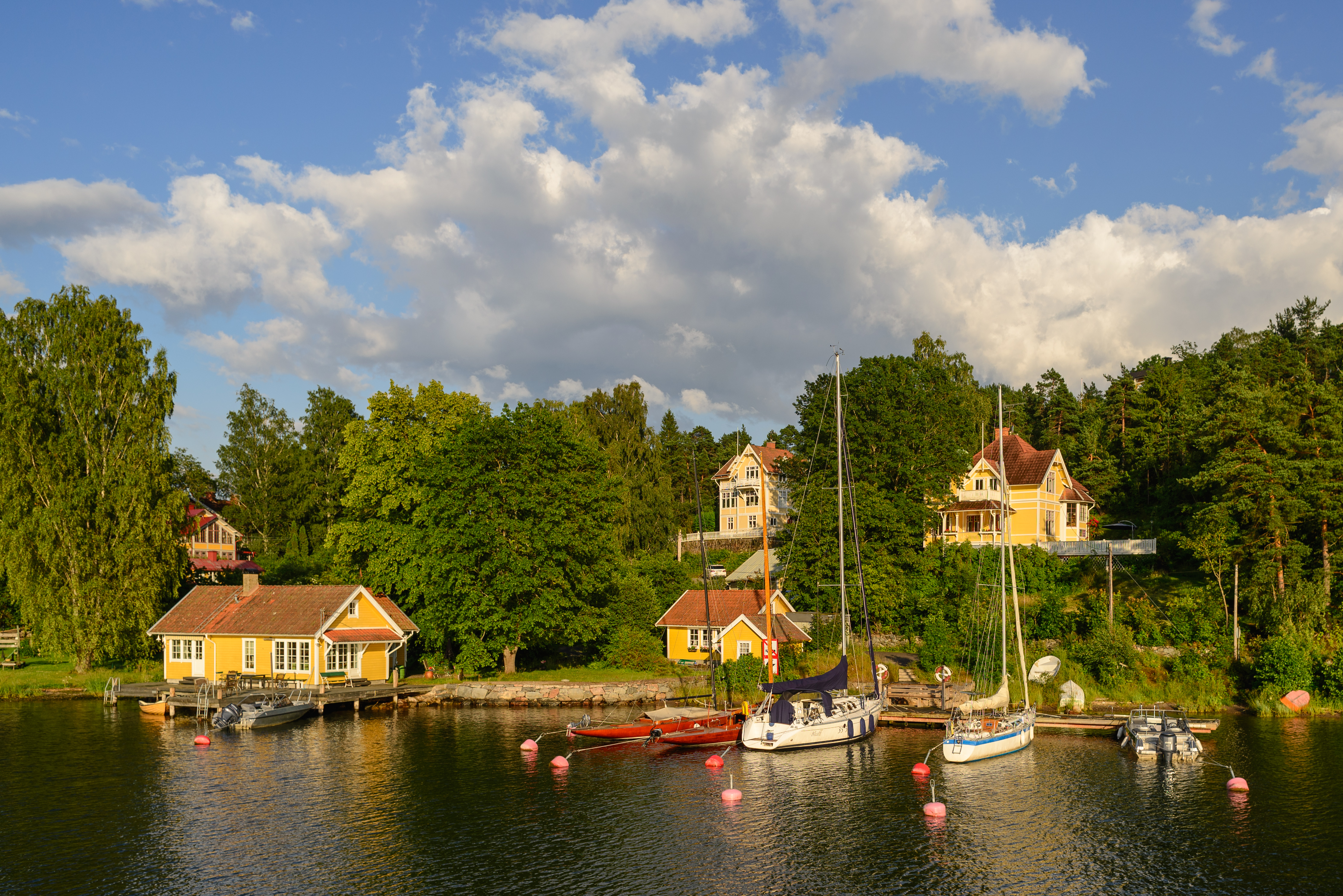
Bebyggelse vid Skarpöborg.
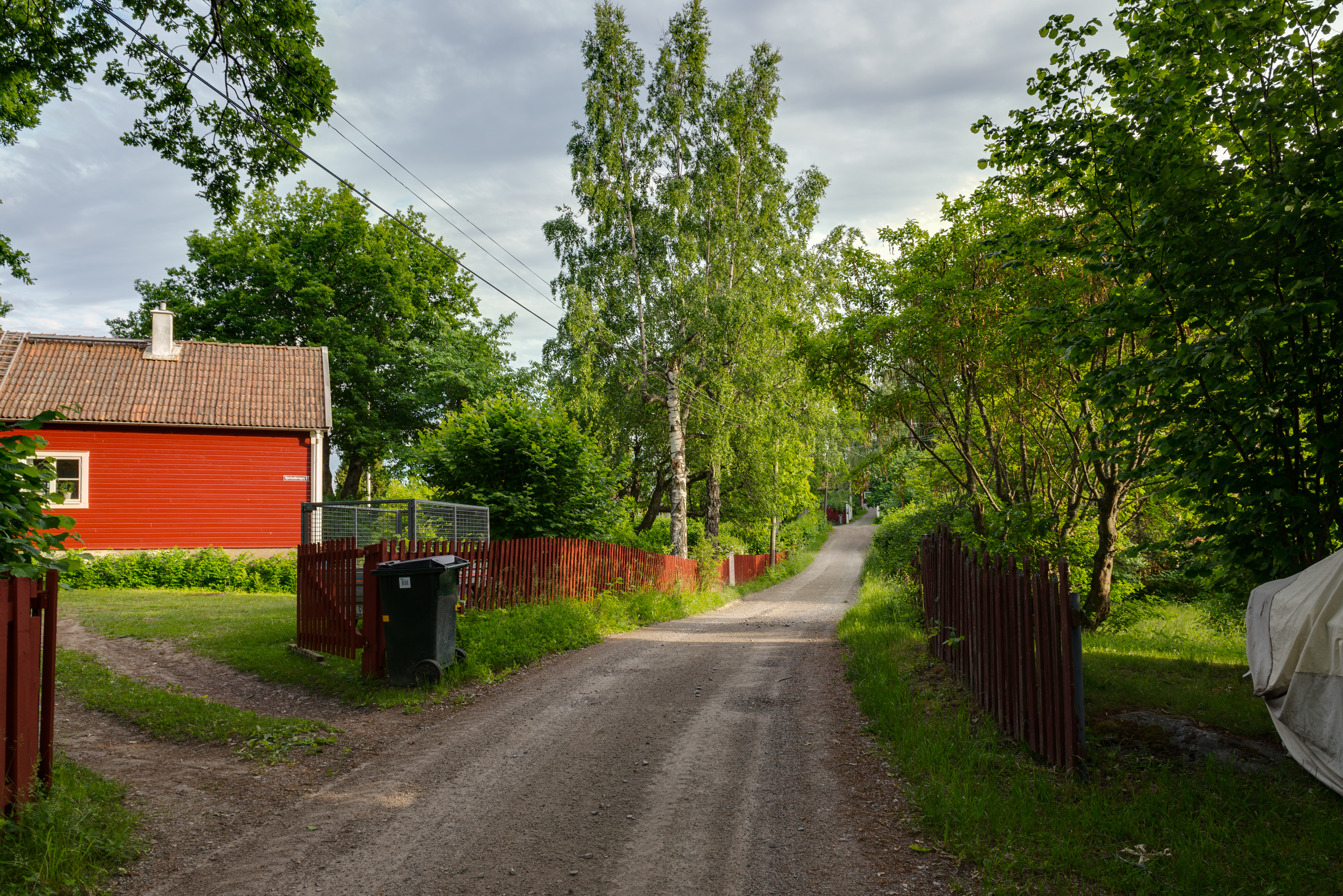
Väg på Skarpö.
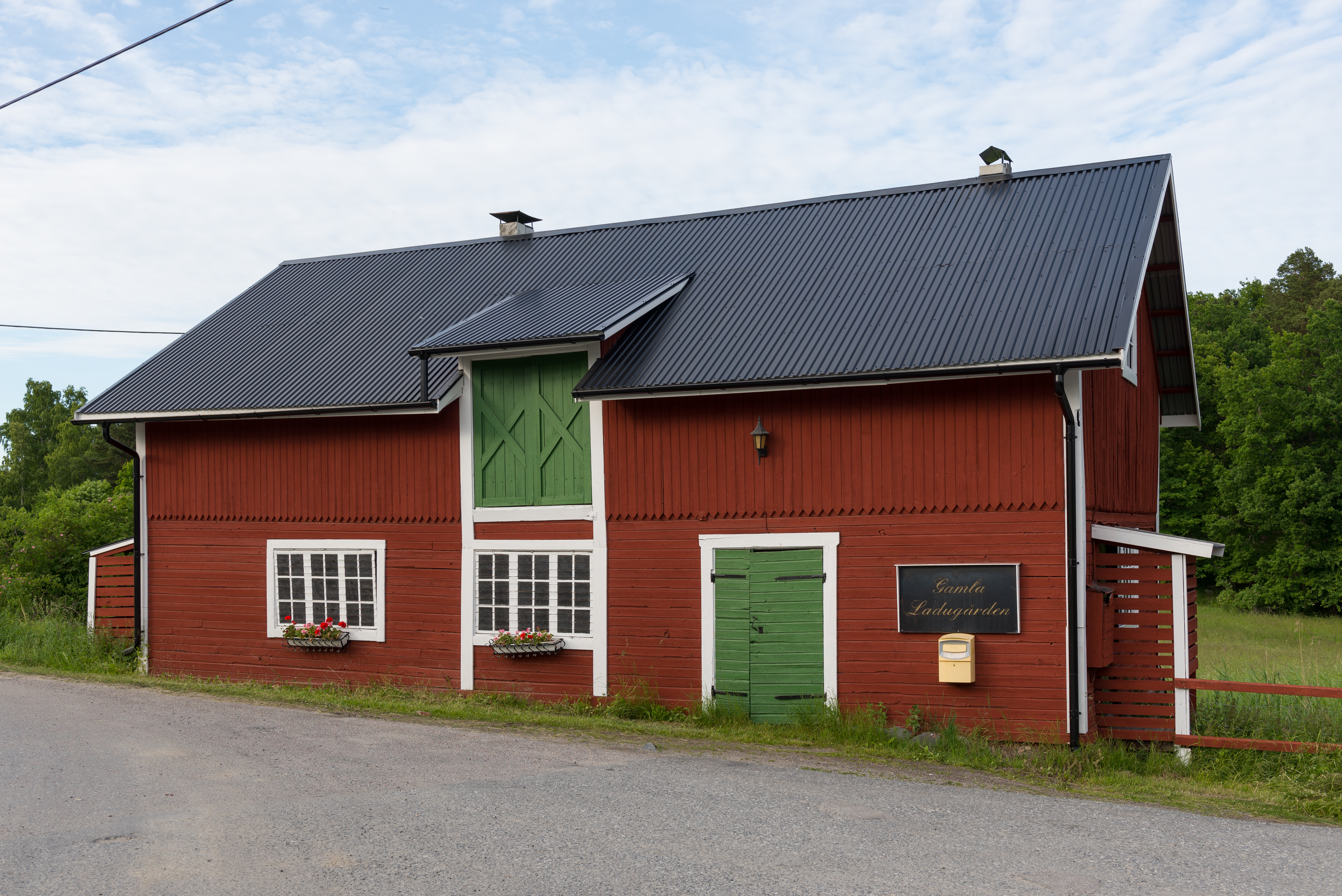
Lada vid Skarpö gård.